# José Domingo Ray
 José Domingo Ray (Buenos Aires, Argentina; 23 de junio de 1922-Mar del Plata, Argentina; 14 de febrero de 2018) fue un abogado especialista en derecho marítimo. En 1944 obtuvo en la Facultad de Derecho y Ciencias Sociales de la Universidad de Buenos Aires los títulos de abogado y de Doctor en Jurisprudencia; se recibió con un puntaje promedio de 9,84/10 y fue el primer alumno galardonado en esa Facultad con los Premios “Universitario”, (medalla de oro), Alberto Tedín Uriburu y Raimundo J. Salvat (derecho civil). Apenas obtenido se incorporó al bufete de abogados Edye, Roche & De la Vega que, al igual que los otros que se especializaban en el Derecho de la Navegación, se dedicaba mayormente a la representación de intereses marítimos británicos ya que la marina mercante nacional hacía apenas unos pocos años que se encontraba impulsada por el Estado, a partir del gobierno de Ramón Castillo por lo que no había una tradición de armadores nacionales.

## Labor docente
Fue profesor titular de Derecho de la Navegación de la Facultad de Derecho y Ciencias Sociales de la Universidad de Buenos Aires y, posteriormente, Profesor Emérito de la misma. También fue profesor titular de la materia en la Facultad de Ciencias Jurídicas y Sociales de la Universidad Nacional de La Plata. Escribió el tratado de Derecho de la Navegación en 3 tomos y más de 300 trabajos, libros, notas y publicaciones sobre temas de derecho en general, pedagogía universitaria y, en especial, sobre derecho de la navegación (marítimo y fluvial).
Dictó conferencias en la Cámara Internacional de Comercio de París.

## Labor académica y en entidades
El 22 de mayo de 1975 fue designado Miembro titular de la Academia Nacional de Derecho y Ciencias Sociales de Buenos Aires para ocupar el sitial Manuel Obarrio, reemplazando a Atilio Dell'Oro Maini. 
En la Academia fue secretario (1983-1986 y 1989-1992), tesorero (1986-1989), vicepresidente (1992-1995) y presidente (1995-1998).	
También fue nombrado Miembro de número de la Academia Nacional de Ciencias de Buenos Aires, es miembro honorario de la Real Academia de Jurisprudencia y Legislación de Madrid y miembro correspondiente de la Academia de Ciencias Políticas y Sociales de Venezuela y de la de Perú.
En la Asociación Argentina de Derecho Marítimo fue miembro honorario y su presidente. También fue Vicepresidente honorario del Comité Marítimo Internacional, miembro de la Asociación de Derecho Comparado y experto designado por la los organismos de la Organización de las Naciones Unidas, Organización Marítima Internacional  y la Conferencia de las Naciones Unidas sobre Comercio y Desarrollo.

## Premio Konex
Fue galardonado con en 1986 con el Premio Konex en Derecho Comercial, de la Navegación y Laboral.